# Yusaku Tanioku
Yusaku Tanioku (谷奥 優作 Tanioku Yusaku?, nacido el 18 de octubre de 1978 en Nabari) es un exfutbolista japonés. Jugaba de defensa y su último club fue el Sagawa Shiga de Japón.

## Trayectoria

### Clubes
| Club             | País  | Año         |
| ---------------- | ----- | ----------- |
| Ventforet Kofu   | Japón | 1997 - 2002 |
| Tokushima Vortis | Japón | 2003 - 2005 |
| Sagawa Shiga     | Japón | 2006 - 2009 |